# Tin Pan Alley

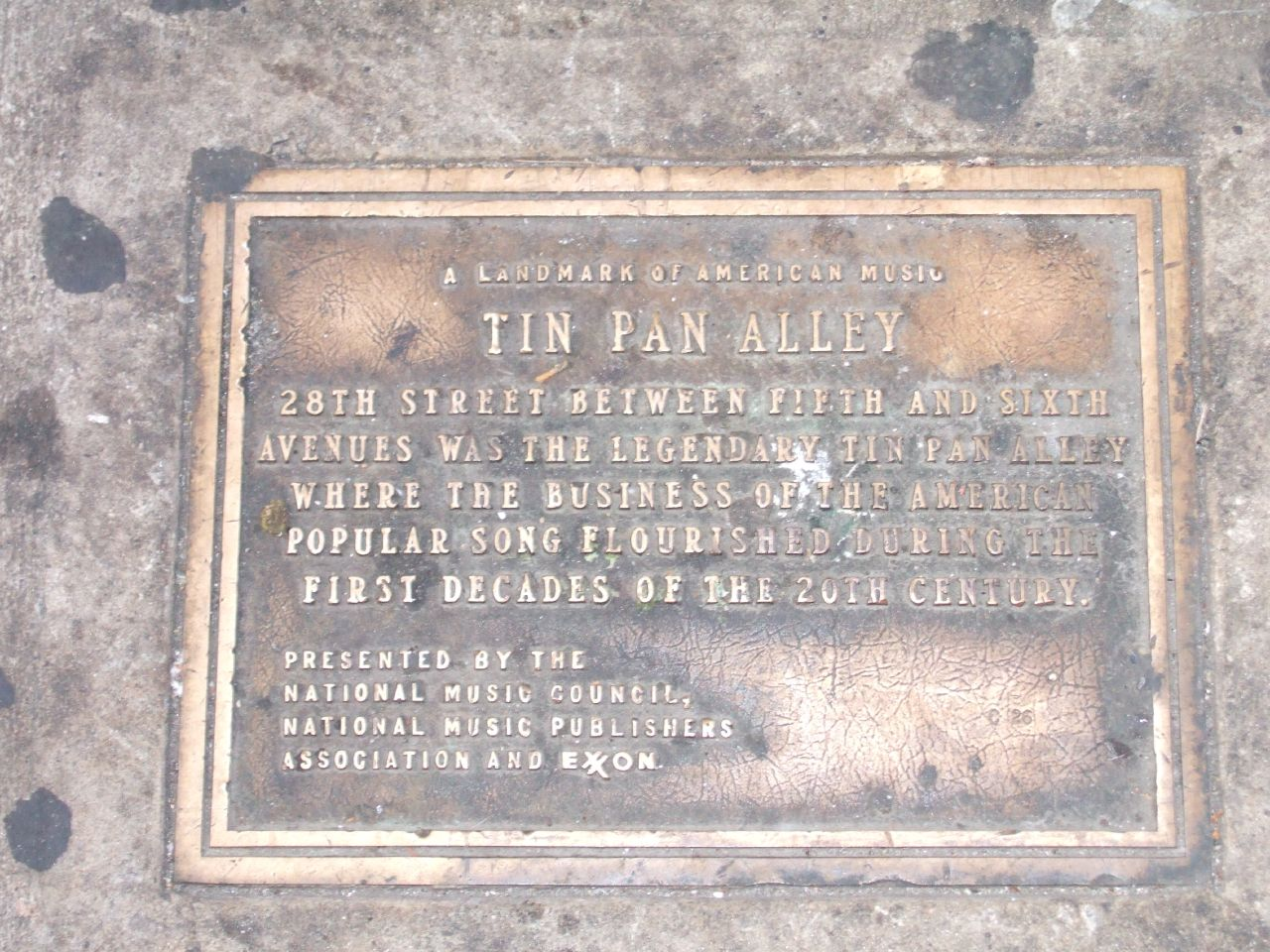
Deska Tin Pan Alley

Tin Pan Alley je společným označením pro newyorská hudební vydavatelství, která stála u zrodu hudebního průmyslu ve Spojených státech amerických na začátku 20. století. Termín pochází podle zvuku (doslovně se dá nazvat jako "ulička cínových pánví"), který se linul z oken hudebních vydavatelství, které se nacházejí mezi Broadwayí a 6. Avenue na Manhattanu. Počátky tohoto fenoménu se datují okolo roku 1885, později v 50. letech 20. století už Tin Pan Alley ztrácí vliv nad prodejem hudby a autorskými právy a zaniká. Konec Tin Pan Alley souvisí se vznikem jiného vnímání zábavy, především nástupem rock and rollu a televize. Tin Pan Alley zrodila éru prvních autorů populární hudby, jejichž tvorbu charakterizuje fúze jazzové a pouliční hudby, a proto jsou někdy tito autoři označováni též jako skladatelé z Tin Pan Alley.

## Umělci
Mezi tvůrce z Tin Pan Alley patří Irving Caesar, Hoagy Carmichael, Walter Donaldson, Al Dubin, George Gershwin, Ira Gershwin, Buddy DeSylva, Cole Porter, Fats Waler, Gus Kahn, Irving Berlin, Shelton Brooks, Ted Snyder a další.

## Písně
Mezi nejznámější písně z Tin Pan Alley patří
- "Alexander's Ragtime Band" (Irving Berlin, 1911)
- "God Bless America" (Irving Berlin, 1918)
- "Sweet Georgia Brown" (Maceo Pinkard, 1925)
- "Baby Face" (Bennie Davis & Harry Akst, 1926)
- "Ain't She Sweet" (Jack Yellen & Milton Ager, 1927)